# Kasteel De Schrieken

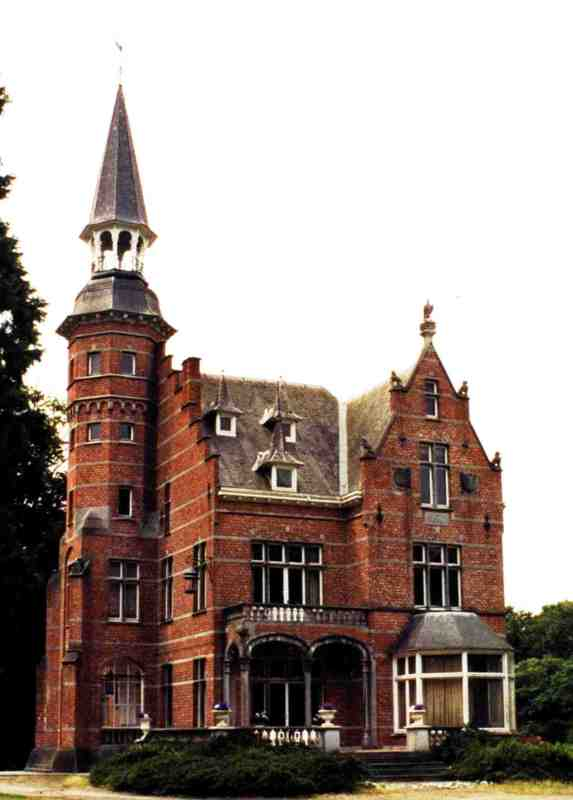
Kasteel De Schrieken

Het Kasteel De Schrieken is een kasteel ten westen van de tot de Antwerpse gemeente Ravels behorende plaats Poppel, gelegen aan Schrieken 2.

## Kasteel
In 1861 kocht P.F.J. Lahure, een Brussels luitenant-kolonel en jachtliefhebber, een 50-tal ha heidegrond. In 1863-1865 liet hij hier een stenen paviljoen bouwen. In 1877 kwam het aan Ulysse Burnenville en in 1888 aan Aimé Misonne.
Het kasteel werd in 1901 gebouwd in opdracht van Aimé Misonne en in 1910 nog vergroot. Het kasteel, naar ontwerp van Pieter Jozef Taeymans, is gebouwd in Vlaamse neorenaissancestijl. Het is gebouwd in baksteen met muurbanden van natuursteen. Oostelijk is een puntgevel met pinakels. Verder is er een erker en een arcade met terras. Verder is er een trapgevel en aan de westkant is er een achthoekige toren.

## Bijgebouwen
Tot de bijgebouwen behoren een jachtpaviljoen van 1864, vergroot in 1894; een koetshuis van omstreeks 1900 en een woonstalhuis van het laatste kwart van de 19e eeuw.

## Domein
Het kasteel behoort tot een domein van 120 ha omvattende bos en een park van 5 ha dat eveneens in opdracht van Aimé Misonne werd aangelegd en een aantal vijvers bevat.